# Slag bij Akroinon
De Slag bij Akroinon werd in 740 beslecht in Akroinon (nabij het huidige Afyon) in Frygië, in het westelijk deel van de Anatolische hoogvlakte, tussen een Arabisch leger van de Omajjaden en de Byzantijnse strijdkrachten. De Arabieren werden aangevoerd door 'Abdallah al-Battal en al-Malik ibn Su'aib, en de Byzantijnen door keizer Leo III de Isauriër en zijn zoon, de toekomstige keizer Constantijn V. In de lente van 740 bereikte het Omajjadische leger het thema van Thrakesion en hierdoor besloot keizer Leo III om tegen hen op te trekken. Het Byzantijnse leger viel hen bij Akroinon aan en wist een groot deel van het leger te doden waarop de rest op de vlucht sloeg. Leo III zag zijn overwinning op de Arabieren als een overwinning van het Iconoclasme.
Acht jaar eerder had Karel Martel de noordwaartse expansie van de islam vanuit Spanje reeds tot staan gebracht in de Slag bij Poitiers (732). Het Omajjadenrijk eindigde tien jaar later in 750 bij de Slag bij de Zab.